# Stele daunie
Le stele daunie sono monumenti in pietra diffusi presso la civiltà dei Dauni (una delle tre compagini culturali che costituivano gli Iapigi, gli abitanti della Puglia nell'Età del Ferro). Furono realizzate tra la fine dell'VIII secolo a. C. e il VI secolo a. C. 

Si tratta di lastre parallelepipede, decorate su tutte e quattro le facce, e dalla cui sommità sporge una testa. Le dimensioni variano tra i 40 e i 130 cm di altezza, e, conseguentemente, tra i 20 e gli 80 cm di larghezza; gli spessori sono compresi tra 3 e 12 cm.                           La decorazione, realizzata con incisioni più o meno profonde, riproduce schematicamente delle figure umane, rappresentando invece con un certo dettaglio l'abbigliamento, gli ornamenti e l'armamento.                                   Accanto alla decorazione principale sono presenti scene figurate, forse di vita quotidiana, di rituali o di racconti che non ci sono stati trasmessi.           Nel museo nazionale di Manfredonia ne sono custoditi circa duemila esemplari, ma solo alcuni di essi sono esposti al pubblico.

## La scoperta
La loro recente scoperta, avvenuta negli anni '60, la si deve ai contadini, che rimasero attratti da questi "strani" reperti, e al fondamentale interessamento di un farmacista antiquario di Mattinata, Matteo Sansone che avendone riconosciuta la rilevanza culturale, storica e archeologica interpellò l'archeologo Silvio Ferri, chiedendo un suo intervento. Il farmacista intanto continuò a recuperare e preservare i reperti, alcuni dei quali ancora presenti nella sua farmacia.
Ritrovate in numero consistente soprattutto in siti dei centri antichi di Siponto (area a sud di Manfredonia, compresa grosso modo tra i tratti finali dei fiumi Candelaro e Cervaro), Salapia (localizzata in contrada Giardino-Lupara), Teanum Apulum (San Paolo di Civitate), Arpi (Foggia), Ausculum Apulum (Ascoli Satriano), Herdonia (Ordona), cioè nei più importanti insediamenti dauni del Tavoliere pugliese, del Gargano e del Subappennino dauno. In particolare, a Siponto, Salapia, Teanum Apulum e a Herdonia sono state anche localizzate officine con produzioni dalle specifiche caratterizzazioni.

## Descrizione e interpretazioni
Il filologo classico Silvio Ferri, interpretò i reperti come aventi funzione funeraria e lesse le incisioni in chiave omerica. Ad oggi questa interpretazione è molto dibattuta e in alcuni casi screditata. A tal proposito, l'archeologa Maria Laura Leone scrive: 
la funzione sepolcrale originaria (tranne due rari casi di successivo riutilizzo). Secondo: soltanto due zone hanno restituito un numero significativo di stele, mentre se fossero state effigi di morti importanti le avremmo trovate in tutte le necropoli daunie. Ogni città daunia avrebbe dedicato sculture funerarie ai
suoi prestigiosi cittadini. Terzo:  tutte le stele riproducono solo due entità specialissime, una maschile e l’altra femminile, piuttosto da collegare al pantheon daunio.»
(Maria Laura Leone, in «Oppio. “Papaver Somniferum”, la pianta sacra ai Dauni delle stele»)
Uno dei grafemi più ricorrenti è quello sferoidale spesso rappresentato rivolto verso il basso oppure quello di un cerchio o più cerchi concentrici con un punto al centro; le interpretazioni sono diverse: Ferri riteneva questi ultimi kymbala apotropaici, mentre la figura sferoidale ritenne rappresentare la melagrana; Nava e Rocco li interpretano come delle melagrane; D’Ercole li chiama  “pendenti a melagrana”; Leone riconduce i grafemi al simbolo del papavero da oppio, e dopo un'attenta analisi sia degli elementi iconografici che delle scene, arriva all'ipotesi che le stele rappresentino mitologemi e momenti di un culto magico-rituale-terapeutico basato sull’impiego di questa pianta dalle note proprietà antidolorifiche, narcotiche e psicotrope.
Uno studio dei ricercatori del Dipartimento di Chimica dell'Università "La Sapienza" di Roma, durato quattro anni, ha evidenziato tracce di tebaina, codeina e morfina all'interno di vasi dauni datati tra il VIII e IV sec. a.C.. Questi tre alcaloidi sono presenti nel Papaver Somniferum.  I risultati di questo studio si muovono, dunque, nella direzione interpretativa promossa da Leone.
Sono in genere ricavate dal calcare proveniente da cave localizzabili della parte meridionale del Gargano e ne sono state rinvenute circa 2000 esemplari. La loro decorazione, eseguita con incisioni più o meno profonde in origine sottolineate da colorazione in rosso e bruno, probabilmente, secondo una delle interpretazioni, rappresenta schematicamente un defunto nella sua veste funebre (decorazione primaria), sulla quale sono altresì rappresentati oggetti del corredo personale, ornamenti o armi. Le steli sono completate da scene figurate che si riferiscono alla vita quotidiana, al mondo dell'oltretomba ed alle credenze escatologiche dei Dauni; sono ancora presenti rappresentazioni di animali (volatili, pesci), con funzione di riempitivo (decorazione secondaria).
Le stele sono divise in due categorie a seconda della presenza nella raffigurazione di armi, oppure di ornamenti. Alla prima categoria, riferibile a guerrieri, appartiene circa il 14% delle stele rinvenute, mentre al secondo gruppo, che comprende tutte le altre, appartengono anche le poche stele riferite a personaggi femminili, circa il 6% del totale delle steli rinvenute, che presentano una caratteristica acconciatura con lunga treccia sul dorso, presente anche nelle raffigurazioni sulla ceramica.
Nelle rappresentazioni con ornamenti, che si riferiscono sia a uomini che a donne, la veste ricopre tutto il corpo, tranne le braccia, ripiegate sul petto e coperte da lunghi guanti ricamati che giungono sino al gomito, e la testa, coperta da un alto copricapo conico che si allunga a coprire la nuca. Tra gli ornamenti sono presenti collane a più giri, grandi fibule a lunga staffa e con pendagli compositi sul petto, cintura con nastri triangolari affiancati da pendenti circolari o a forma di melograno. I fermatrecce con tre pendenti circolari completano posteriormente al centro delle spalle le figure femminili.
I guerrieri presentano sul petto un cardiophylax (placca di protezione per la parte superiore del petto) rettangolare con i lati concavi, che sostiene una spada "a crociera", custodita nel fodero e disposta trasversalmente, con l'elsa sotto la mano destra; al di sotto della spada pendono nastri decorativi. Le braccia sono sempre strette al petto, ma prive di guanti. Posteriormente, alle spalle è appeso un grande scudo circolare, di tipo oplitico, con "episema" (motivo centrale) geometrico (a raggiera e a vortice, i motivi più diffusi), o più raramente figurato. Le teste sono in questo caso ricavate in un blocco separato e inserite sul collo per mezzo di un apposito foro; hanno forma sferica e alludono a un elmo o altro copricapo.
Le scene figurate sono rese con incisioni più sottili e rappresentano sia personaggi umani, sia animali, sia esseri fantastici, sia divinità teriomorfe (raffigurate con fattezze animali). Secondo alcune interpretazioni, sono incise le scene dei funerali, con processioni di portatrici di offerte con contenitori sulla testa, accompagnate da un suonatore di lira; si trovano anche rappresentazioni di attività quotidiane: pesca, navigazione con navi dalla vela quadrata, vari tipi di caccia, sia a cavallo con la lancia (cacce al cervo), sia a piedi con la fionda (uccelli). Le stele di guerrieri presentano processioni di bighe o scene di combattimento, tra guerrieri appiedati o cavaliere e desultor (cavaliere in piedi sulla groppa del cavallo) che sono state interpretate anche come giochi in onore del defunto, o ancora altre scene di caccia e duelli, i cui protagonisti sono guerrieri con elmo o maschera in forma di bucranio a tre corna. Spesso vi compaiono anche animali fantastici (pegasi, chimere e serpenti marini, oltre ad altri non riconducibili alla mitologia classica), rari invece nelle steli con ornamenti.
La presenza di scene figurate, espressione del pensiero e del credo religioso dei Dauni, permette di ricostruire l'aspetto spirituale della loro cultura, andando oltre i pochi dati giunti dalle fonti antiche greche e latine, e arricchendo il quadro delle conoscenze, fornito dai ritrovamenti della cultura materiale.